# Mörfelden-Walldorf
Mörfelden-Walldorf est une ville allemande à proximité de Francfort-sur-le-Main. Elle est située dans l'arrondissement de Groß-Gerau du Land allemand de Hesse.

## Histoire
| Appartenances historiques Seigneurie d'Isembourg-Büdingen 1340–1442 Comté d'Isembourg-Büdingen 1442–1511 Comté d'Isembourg-Ronnebourg 1511–1567 Landgraviat de Hesse-Darmstadt 1601–1806 Grand-duché de Hesse 1806–1918 République de Weimar 1918–1933 Reich allemand 1933–1945 Allemagne occupée 1945–1949 Allemagne 1949–présent |

La ville de Mörfelden-Walldorf a été créée le 1er janvier 1977. Elle est connue dans l'ensemble de l'Allemagne pour la lutte d'un grand nombre de ses habitants contre l'extension de l'aéroport de Francfort tout proche.
La partie Walldorf de la ville a été fondée vers la fin du XVIe siècle, début du XVIIe siècle par des colons Huguenots français, et suisses francophones dont certains noms de familles, et noms de rues de la localité le laissent suggérer.

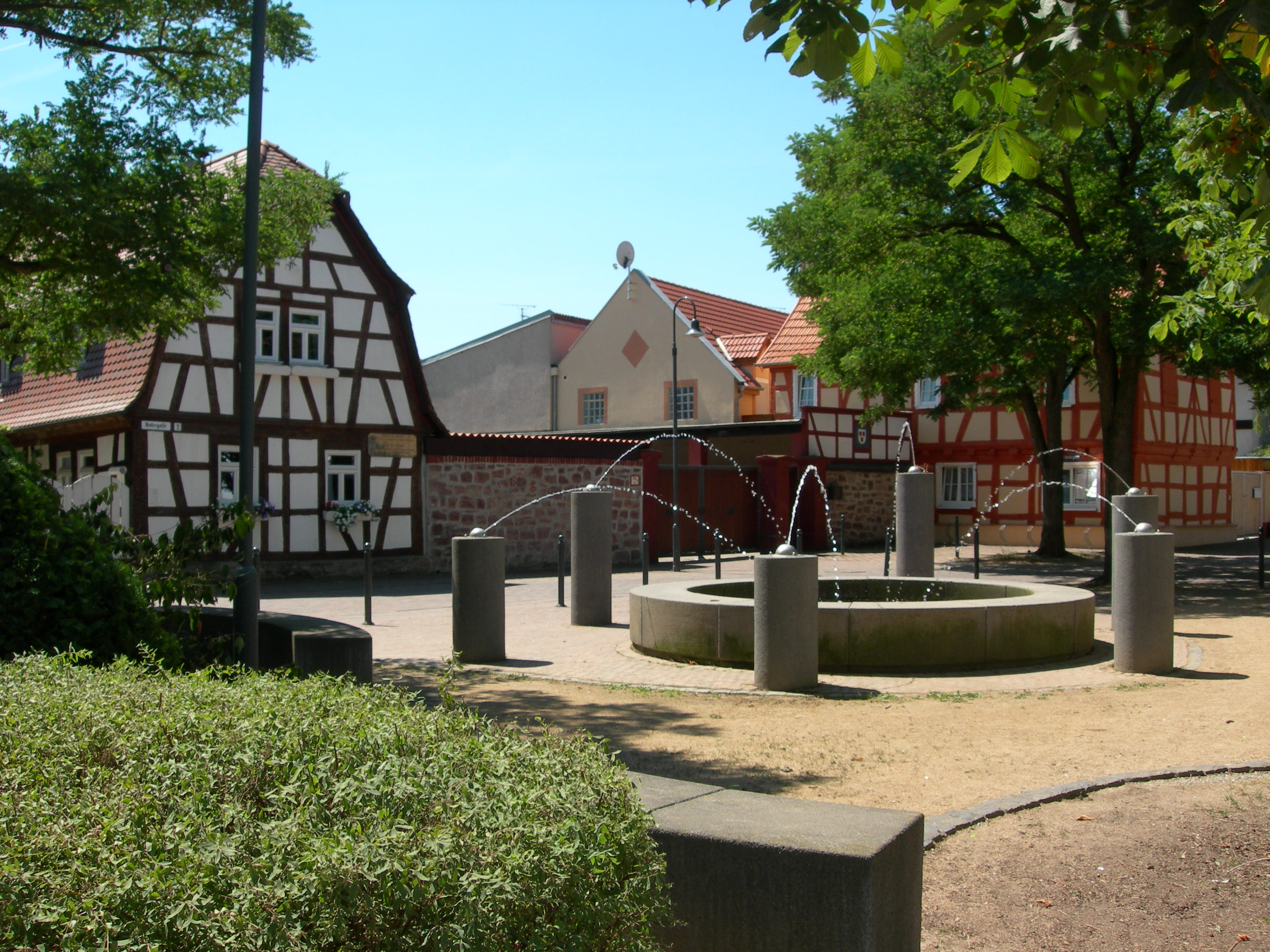
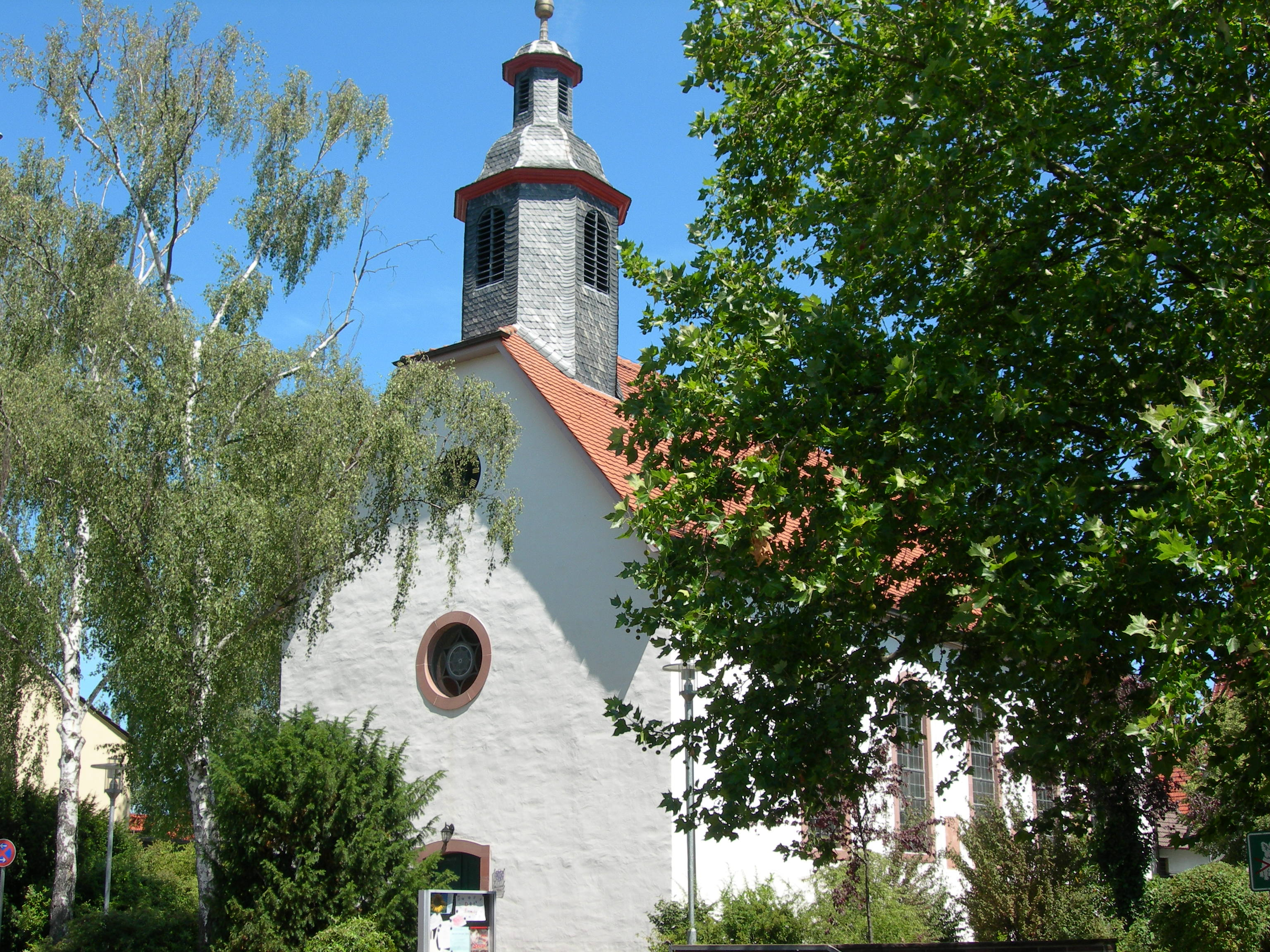
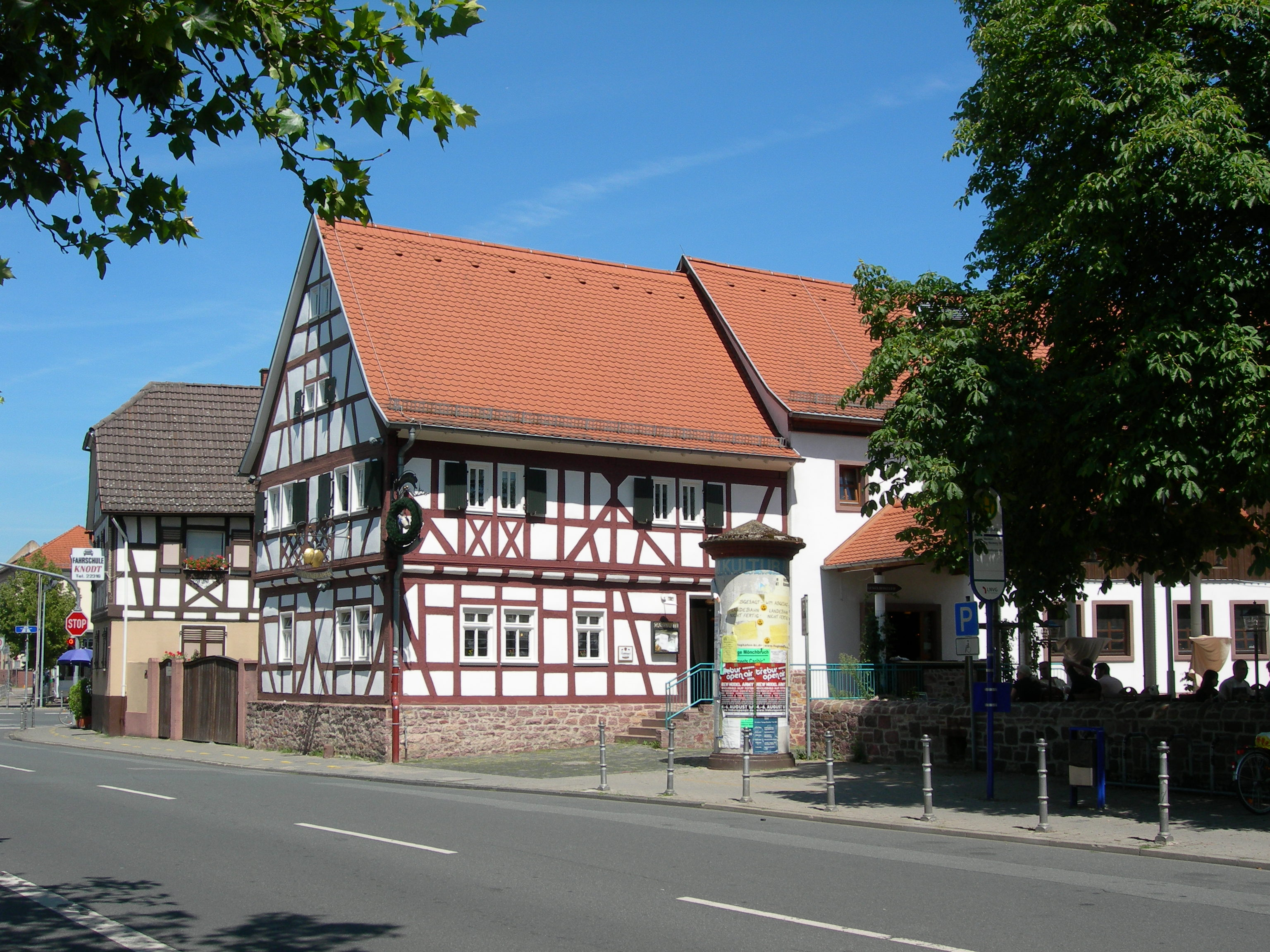